# فیسکاس (آیووا)
فیسکاس (به انگلیسی: Fiscus) یک منطقهٔ مسکونی در ایالات متحده آمریکا است که در آیووا واقع شده‌است. فیسکاس ۳۹۵٫۰۳ متر بالاتر از سطح دریا قرار دارد.